# Augusteum

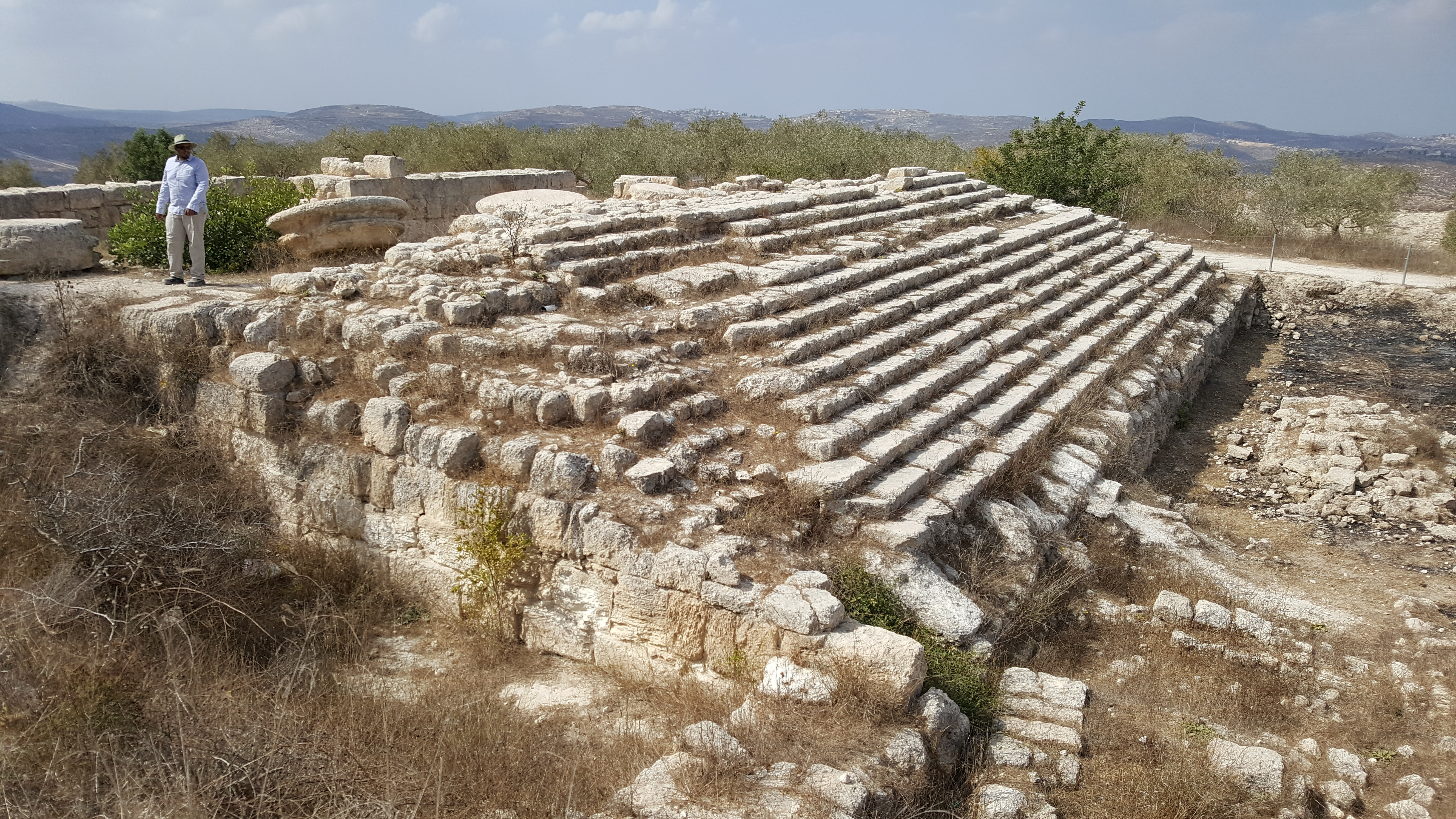
Sebastia/Shomron/Samaria. Sebastia / Shomron / Samaria. Originalmente de 25 metros de altura, restos de la base del templo Augusteum en la cima de la colina de Samaria.

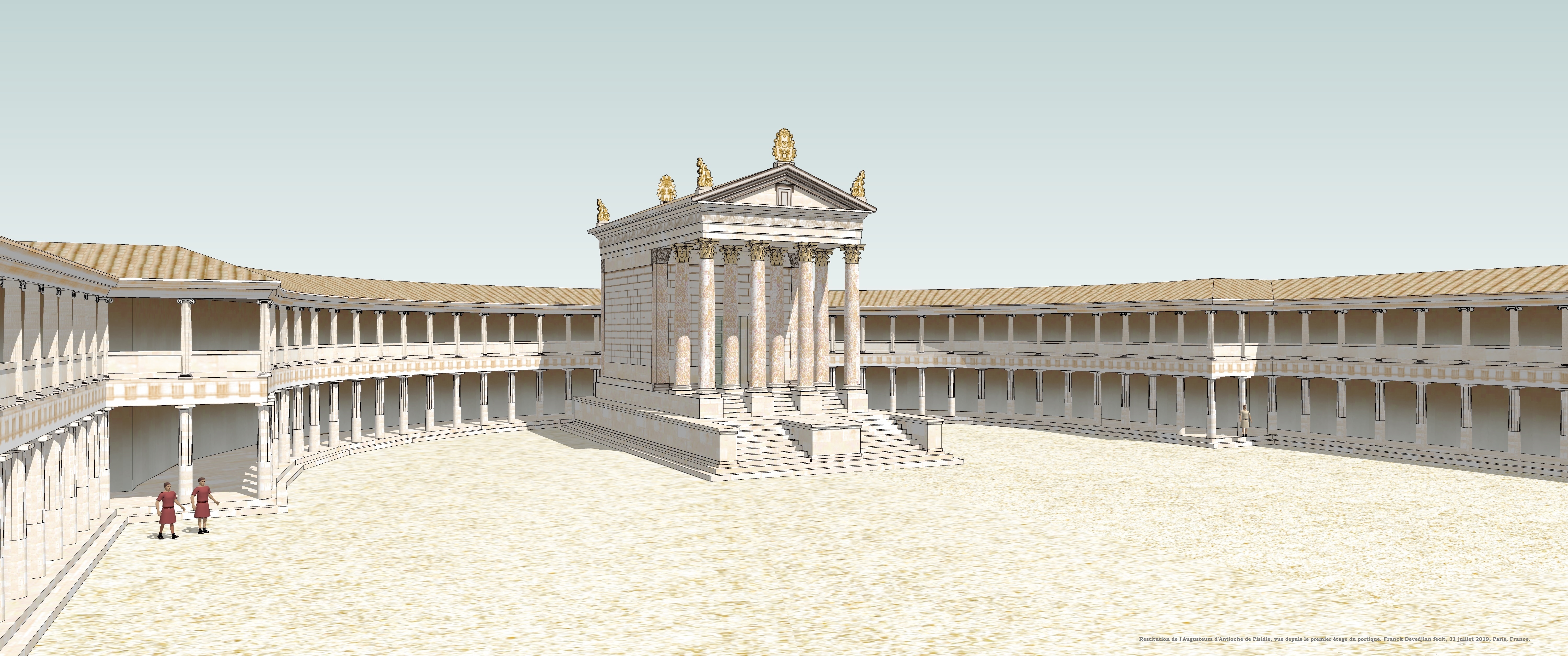
Recreación del Augusteum de Antioquía de Pisidia.

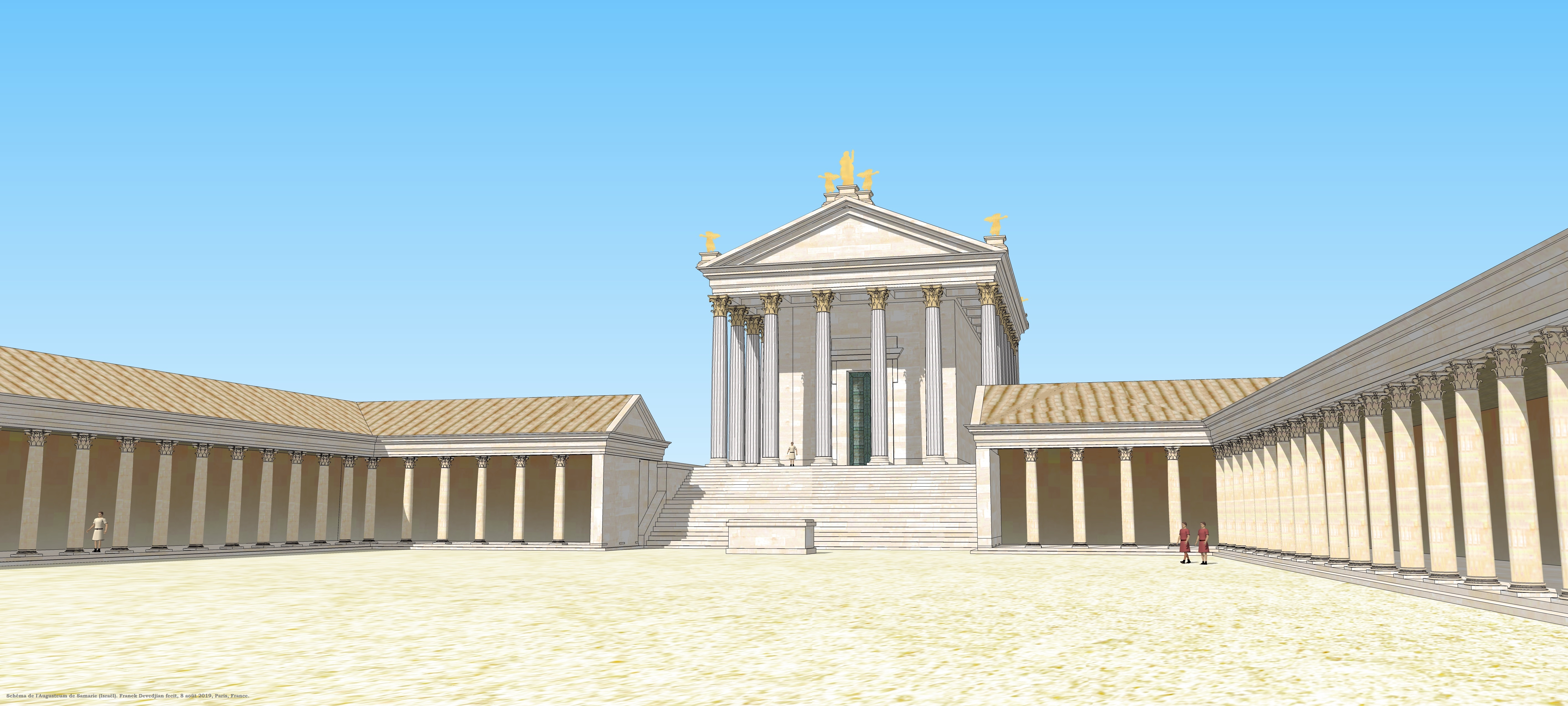
Recreación del Augusteum de Samaria.

Un Augusteum (en plural, Augustea) fue originalmente un lugar de culto imperial en la antigua religión romana, llamado así por el título imperial de Augusto.
Era conocido como Sebasteion en el Oriente griego del Imperio romano. Se han excavado ejemplos en Sebaste / Samaria, Constantinopla, Afrodisias, Antioquía, Cartagena, Fano y, el más famoso, Ankara (Templo de Augusto y Roma).
Desde el siglo XVIII, el término Augusteum también se ha utilizado para ciertos edificios académicos y culturales, como el caso de los Augustea de Leipzig, Oldenburg o Wittenberg.